# Conor Noß
Conor Noß (* 1. Januar 2001 in Düsseldorf) ist ein irisch-deutscher Fußballspieler.
Nachdem er für zwei Vereine in Kaarst am Niederrhein gespielt hatte, wurde er ab 2009 fußballerisch bei Borussia Mönchengladbach ausgebildet und gab im November 2021 sein Pflichtspieldebüt in der Profimannschaft. Der deutsch-irische Doppelstaatsbürger Noß lief für irische Nachwuchsnationalmannschaften auf und war dabei sowohl U19- als auch U21-Nationalspieler der Republik Irland. Auf Vereinsebene spielt er seit der Saison 2025/26 für den MSV Duisburg.

## Hintergrund
Die Mutter von Conor Noß kommt aus der irischen Hauptstadt Dublin und war 18-jährig nach Deutschland gegangen, wo sie den Vater, einen Deutschen, kennenlernte. Der Spieler wurde am 1. Januar 2001 in Düsseldorf geboren, aber die Familie zog zwei Jahre später ins nahegelegene Kaarst am Niederrhein.

## Karriere

### Verein
Im Alter von fünf Jahren fing Conor Noß mit dem Fußballspielen an und lief zunächst für die SG Kaarst auf, ehe er eineinhalb Jahre später innerhalb der Stadt Kaarst zu den Sportfreunden Vorst wechselte. Bei einem Sichtungsturnier wurden Verantwortliche von Borussia Mönchengladbach auf ihn aufmerksam, woraufhin er eine Einladung zu einem Probetraining erhielt. Seine Gefühlslage beschrieb Noß mit folgenden Worten: „Ich wurde zum Probetraining nach Gladbach eingeladen. Vor dem ersten Training bei Borussia war ich total nervös. Mir war damals schon klar war, dass nicht jeder diese Chance bekommt, dass es etwas Besonderes ist.“ Tatsächlich war es ihm gelungen, die Verantwortlichen des Klubs vom Niederrhein zu überzeugen und so folgte der Beitritt in das Nachwuchsleistungszentrum des Vereins und das mit acht Jahren. In der U9-Mannschaft absolvierte Conor Noß, der die „Nummer 10“ trug und „zentral“ spielte und dabei „die Bälle nach vorne und hinten“ verteilte, zweimal wöchentlich ein Training und an Wochenenden standen die Spiele an. Der Fußball machte seinerzeit das Leben des Achtjährigen aus und sein Lieblingsverein war Manchester United, als seinen Lieblingsspieler bezeichnete er Cristiano Ronaldo. Trotz seines Wochenpensums hatte Conor Noß Zeit für seine Freunde und traf sich an jeden Mittwoch mit ihnen. Als Höhepunkt während seiner Zeit in den Jugendmannschaften der „Fohlenelf“ bezeichnet er eine Reise mit der U15-Mannschaft zu einem in Mexiko stattfindenden Turnier, wo grundsätzlich „vor allem die Spiele gegen internationale Top-Klubs wie Manchester United und City oder AC Mailand super“ waren.
In der Saison 2017/18 gehörte Noß dem Kader der U17-Mannschaft der Gladbacher an und absolvierte 23 Partien in der B-Junioren-Bundesliga und schoss dabei sechs Tore. Eine Saison später gehörte er zur U19 und spielte in 22 Spielen in der West-Staffel der A-Junioren-Bundesliga, wobei ihm ein Tor gelang. Obwohl Conor Noß auch in der Saison 2019/20 in der U19-Mannschaft hätte spielen können, kam er zu seinen ersten Einsätzen in der zweiten Mannschaft in der Regionalliga West und spielte dabei in 15 Partien. Seit Oktober 2019 gehörte er zudem in einigen Partien in der Bundesliga, im DFB-Pokal oder in der UEFA Europa League zum Kader der Profimannschaft, kam allerdings nicht zum Einsatz.
Nach dem Ende seiner Juniorenzeit verpasste Noß zur Saison 2020/21 den endgültigen Sprung in die Profimannschaft und wurde fest in die zweite Mannschaft integriert. Er kam 21-mal zum Einsatz und erzielte ein Tor. Zum Beginn der Saison 2021/22 zählte der Offensivspieler unter dem neuen Cheftrainer der Profis, Adi Hütter, wieder zur Mannschaft. Nach diversen Spielen als ungenutzter Einwechselspieler debütierte Noß am 20. November 2021 in der höchsten deutschen Spielklasse, als er bei einem 4:0-Sieg gegen die SpVgg Greuther Fürth kurz vor dem Spielende eingewechselt wurde. Bis zum Ende der Saison 2021/22 absolvierte er drei Bundesligapartien, weitere Einsätze sollte aber nicht mehr folgen. In der Saison 2022/23 kam er wieder nur noch für die Regionalligamannschaft zum Zug.
Zur Saison 2023/24 wechselte Noß zum österreichischen Bundesligisten FC Blau-Weiß Linz, bei dem er einen bis Juni 2025 laufenden Vertrag erhielt. Für die Linzer kam er in zwei Jahren zu 49 Einsätzen in der Bundesliga, in denen er vier Tore erzielte.
Nach seinem Vertragsende in Österreich kehrte Noß zur Saison 2025/26 nach Deutschland zurück und wechselte zu Drittligaaufsteiger MSV Duisburg.

### Nationalmannschaft
Conor Noß, der für die Niederrhein-Auswahl auflief, wurde im Oktober 2019 erstmals für den Kader der irischen U19-Nationalmannschaft nominiert, als er für die Freundschaftsspiele gegen Dänemark berufen wurde und kam in beiden Spielen zum Einsatz. In der Folge lief er auch in der Qualifikation für die U19-Europameisterschaft 2020 auf. Seit März 2021 spielte Noß für die irische U21-Auswahl und spielte mit ihnen in der Qualifikation für die U21-Europameisterschaft 2023 in Georgien und Rumänien. Die Qualifikation für diese Endrunde hatten die Iren allerdings verpasst, nachdem sie in den Play-offs an Israel gescheitert waren. Conor Noß schied daraufhin altersbedingt aus der U21-Nationalmannschaft der Iren aus, wobei er in den Play-off-Spielen gegen die Israelis nicht zum Einsatz kam.